# Den stora skönheten
Den stora skönheten (originaltitel: La grande bellezza) är en italiensk dramafilm från 2013 i regi av Paolo Sorrentino. Den är en samproduktion mellan italienska Medusa Film och franska Indigo Film, med stöd från Banca Popolare di Vicenza, Babe Films och Pathé. Inspelningen ägde rum i Rom och inleddes 9 augusti 2012.
Fanny Ardant och Antonello Venditti gör cameoroller i filmen.
Filmen försöker fånga den eskapism och ytliga excess som filmskaparna menar att Silvio Berlusconis tid vid makten har lämnat som sitt arv i Italien. Enligt fotografen Luca Bigazzi lyckades detta väl i Italien, eftersom filmen väckte upprördhet i många olika samhällsskikt: "Det ohyggliga som framställs i filmen vidkom oss alla, intellektuella, politiker, konstnärer, författare. De blev alla irriterade på filmen." Det internationella mottagandet blev annorlunda, vilket Bigazzi reagerade på: "Filmen blev i stället uppskattad av amerikaner och britterna, eftersom de inte förstod försyndelsen bakom den. ... Jag hörde några amerikaner säga, 'vilka underbara fester; jag skulle verkligen vilja vara där'. Jag skulle aldrig vilja vara på några av de här festerna."
Vid Oscarsgalan 2014 vann filmen pris i kategorin Bästa utländska film.

## Rollista (i urval)
- Toni Servillo – Jep Gambardella
- Carlo Verdone – Romano
- Sabrina Ferilli – Ramona
- Carlo Buccirosso – Lello Cava
- Iaia Forte – Trumeau
- Pamela Villoresi – Viola
- Galatea Ranzi – Stefania
- Franco Graziosi – Greve Colonna
- Giorgio Pasotti – Stefano
- Massimo Popolizio – Alfio Bracco
- Serena Grandi – Lorena
- Vernon Dobtcheff – Arturo